# Molí de Sant Ponç (Montclar)
Molí de Sant Ponç és un molí fariner del municipi de Montclar (Berguedà) que forma part de l'Inventari del Patrimoni Arquitectònic de Catalunya.

## Descripció
El molí fariner de Sant Ponç conserva la bassa, el rec i la resclosa del segle xiii o XIV i les restes d'una construcció del segle xvii que acollia el casal moliner, les moles i el carcau, totalment destruïts. El mur de la bassa és fet amb carreus de grans dimensions ben treballats i col·locats a trencajun, formant una paret paral·lela a la riera de Montclar. Al capdevall de la bassa hi ha el cup de planta circular fet amb carreus similars. En aquest sector es construí el molí nou al segle xvii, fet amb un parament de pedra molt irregular. Possiblement era un edifici d'estructura clàssica, cobert a dues aigües. Prop de la bassa hi ha els forats de la primera resclosa medieval.

## Història
Per les restes conservades, sembla una construcció gòtica de finals del segle xiii o començaments del s. XIV que en el s. XVII es refeu com a casal moliner. Possiblement era el molí del castell de Montclar, documentat al s. XIII, que posteriorment fou explotat per la masia de St. Ponç que li donà nom. Fou abandonat a començaments del s. XX.